# Pico Agudo (Agualva)
O Pico Agudo é uma elevação portuguesa localizada na freguesia açoriana da Agualva, concelho da Praia da Vitória, ilha Terceira, arquipélago dos Açores.
Este acidente montanhoso encontra-se geograficamente localizado na parte Noroeste da ilha Terceira, eleva-se a 690 metros de altitude e encontra-se intimamente relacionado com Maciço do Pico Alto, do qual conjuntamente com o Pico Alto faz parte. Devido a sua elevada altitude oferece uma exótica paisagem sobre parte da ilha.
Esta formação geológica localizada no Centro da ilha Terceira tem escorrimento de águas pluviais para a costa marítima a Noroeste e teve na sua formação geológica escorrimento lavico predominantemente em direcção ao mar também para o Noroeste da ilha Terceira, onde deu origem a altas arribas e a recortadas baías.
Este conjunto montanhoso formador de parte importante do Noroeste da ilha eleva-se em diferentes cotas de altitude, tendo o ponto mais elevado no Pico Alto a 808 metros acima do nível do mar.
Encontra-se esta formação geológica a poente do caminho da Chã das Lagoinhas, em plena paisagem da Terra Brava, facto que o localiza numa das zonas mais primitivas da ilha, local de difícil orientação, dado o seu relevo muito acidentado, bravio, muito anárquico e que devido à grande irregularidade com que o terreno se apresenta, à floresta macaronésica cerrada e aos densos e frequentes nevoeiros, tem conseguido ao longo dos séculos escapar à intervenção humana.
Este local apresenta-se assim, dada a ausência humana como um local com grande quantidade de vegetação típica da Macaronésia, endémica, e pela sua variedade, riquíssima.
Nas encosta e sopé do Pico Agudo brota Cedro-do-mato, Louro, Urze-rasteira, Tamujo, Sanguinho, Picconia azorica, Azevinho, Remanias e outras herbáceas endémicas, vários musgos de diferentes tamanhos e tonalidades, bem como diversos fetos e alguns exemplares de uma trepadeira rara, denominada Smilax canariensis.